# Jelinka
Jelinka (Jalinka) – przysiółek wsi Siedliska w Polsce, położony w województwie lubelskim, w powiecie tomaszowskim, w gminie Lubycza Królewska.
W latach 1975–1998 przysiółek administracyjnie należał do województwa zamojskiego.